# Tercera Federación - Grupo IX 2024-25
La temporada 2024-25 del Grupo IX de la Tercera Federación de fútbol comenzó el 8 de septiembre de 2024 y finalizó el 11 de mayo de 2025. Posteriormente se disputó la promoción de ascenso entre el 18 de mayo y el 8 de junio en su fase territorial, y para finalizar en su fase nacional entre el 15 y 22 de junio. Se trata de la cuarta edición tras la restructuración de las categorías no profesionales por parte de la RFEF a causa de la pandemia global causada por el Coronavirus; y es la quinta categoría a nivel nacional.

## Sistema de competición
Participan dieciocho clubes encuadrados en un único grupo. Se enfrentan todos contra todos en dos ocasiones -una en campo propio y otra en campo contrario- durante un total de 34 jornadas. El orden de los encuentros se decide por sorteo antes de empezar la competición. La Federación de Fútbol de Andalucía es la responsable de designar las fechas de los partidos y los árbitros de cada encuentro, reservando al equipo local la potestad de fijar el horario exacto de cada encuentro.
Una vez finalizada la competición, el primer clasificado asciende directamente a Segunda Federación y se proclama campeón de Tercera Federación.
Los clasificados entre el segundo y el quinto lugar disputan un Play Off territorial en formato de eliminatorias a doble partido ida y vuelta. En caso de empate el vencedor de la eliminatoria es el equipo mejor clasificado. El equipo vencedor de este Play Off se clasifica a la Promoción de ascenso a Segunda Federación que tiene carácter de final interterritorial.
Los tres últimos clasificados descienden directamente a División de Honor Andaluza o a Primera División Autonómica de Melilla. Puede haber más descensos por arrastre provocados por descensos de superior categoría.

## Ascensos y descensos
| Pos. | Ascendidos a 2.ª Federación    |
| ---- | ------------------------------ |
| 1º   | Juventud de Torremolinos C. F. |
| 4º   | U. D. Almería "B"              |

| Pos. | Descendidos de 2.ª Federación |
| ---- | ----------------------------- |
| 15.º | El Palo F. C.                 |

| Pos.         | Ascendidos de División de Honor |
| ------------ | ------------------------------- |
| 1º           | C. P. Mijas Las Lagunas         |
| 2º           | Atlético Porcuna C. F.          |
| 3º           | Martos C. D.                    |
| Compra plaza | F. C. Marbellí                  |

| Pos. | Ascendidos de Autonómica de Melilla |
| ---- | ----------------------------------- |
| -    | Sin ascensos                        |

| Pos. | Descendidos a División de Honor y Autonómica de Melilla |
| ---- | ------------------------------------------------------- |
| 16.º | U. D. Maracena                                          |
| 17.º | C. D. Rincón                                            |
| 18.º | Atlético Melilla C. F.                                  |

El Vélez Club de Fútbol descendió desde 2.ª Federación pero por motivos económicos lo hizo a una categoría más baja. Para cubrir la plaza se abrió concurso en el que el Fútbol Club Marbellí obtuvo la plaza vacante..

El River Melilla Club de Fútbol había ganado el ascenso desde la Primera División Autonómica de Melilla, sin embargo el equipo no pudo hacer efectiva su inscripción en Tercera Federación, quedando su sitio vacante. Para cubrir la plaza se repescó al Fútbol Club Málaga City, décimo quinto clasificado del Grupo IX la temporada anterior y que había perdido la categoría debido a un descenso por arrastre..

## Equipos

### Listado de equipos
| Equipo                               | Estadio                                       | Fundación | Localidad      | Provincia | Comunidad / Ciudad Autónoma |
| ------------------------------------ | --------------------------------------------- | --------- | -------------- | --------- | --------------------------- |
| C. P. Almería                        | Ciudad Deportiva de Los Ángeles               | 1983      | Almería        | Almería   | Andalucía (zona oriental)   |
| C. P. El Ejido                       | Estadio Municipal de Santo Domingo            | 2012      | El Ejido       | Almería   | Andalucía (zona oriental)   |
| Arenas de Armilla CyD                | Estadio Municipal                             | 1931      | Armilla        | Granada   | Andalucía (zona oriental)   |
| C. D. Huétor Tájar                   | Estadio Miguel Moranto                        | 1940      | Huétor Tájar   | Granada   | Andalucía (zona oriental)   |
| C. D. Huétor Vega                    | Estadio Municipal Las Viñas                   | 1927      | Huétor Vega    | Granada   | Andalucía (zona oriental)   |
| C. F. Motril                         | Estadio Escribano Castilla                    | 2012      | Motril         | Granada   | Andalucía (zona oriental)   |
| Real Jaén C. F.                      | La Victoria                                   | 1929      | Jaén           | Jaén      | Andalucía (zona oriental)   |
| Atlético Mancha Real                 | La Juventud                                   | 1984      | Mancha Real    | Jaén      | Andalucía (zona oriental)   |
| C. D. U. D. Ciudad de Torredonjimeno | Estadio Matías Prats                          | 2009      | Torredonjimeno | Jaén      | Andalucía (zona oriental)   |
| Martos C. D.                         | Ciudad de Martos                              | 1970      | Martos         | Jaén      | Andalucía (zona oriental)   |
| Atlético Porcuna C. F.               | San Benito                                    | 1975      | Porcuna        | Jaén      | Andalucía (zona oriental)   |
| C. D. Torreperogil                   | Estadio Abdón Martínez                        | 2008      | Torreperogil   | Jaén      | Andalucía (zona oriental)   |
| Atlético Malagueño                   | Ciudad Deportiva FMF Estadio Ciudad de Málaga | 1990      | Málaga         | Málaga    | Andalucía (zona oriental)   |
| El Palo F. C.                        | San Ignacio                                   | 1965      | Málaga         | Málaga    | Andalucía (zona oriental)   |
| F. C. Málaga City                    | El Pozuelo                                    | 2013      | Torremolinos   | Málaga    | Andalucía (zona oriental)   |
| F. C. Marbellí                       | Antonio Naranjo                               | 2006      | Marbella       | Málaga    | Andalucía (zona oriental)   |
| C. P. Mijas Las Lagunas              | Juan Gambero Culebra                          | 1991      | Las Lagunas    | Málaga    | Andalucía (zona oriental)   |
| U. D. Torre del Mar                  | Estadio Juan Manuel Azuaga                    | 1971      | Torre del Mar  | Málaga    | Andalucía (zona oriental)   |

| CP Almería Arenas El Ejido El Palo Huétor Tájar Huétor Vega Real Jaén At. Malagueño At. Mancha Real Málaga City Marbellí Martos Las Lagunas Motril At. Porcuna Torredonjimeno Torreperogil Torre del Mar |

## Clasificación
| Pos. | Equipo                               | Pts. | PJ | G  | E  | P  | GF | GC | Dif. |                                                                                         |
| ---- | ------------------------------------ | ---- | -- | -- | -- | -- | -- | -- | ---- | --------------------------------------------------------------------------------------- |
| 1    | Atlético Malagueño (A, C)            | 83   | 34 | 26 | 5  | 3  | 76 | 22 | +54  | Ascenso a Segunda Federación                                                            |
| 2    | Real Jaén C. F. (A)                  | 73   | 34 | 22 | 7  | 5  | 60 | 35 | +25  | Acceso a Promoción a Segunda Federación con Ascenso a Segunda Federación y Copa del Rey |
| 3    | C. F. Motril                         | 61   | 34 | 18 | 7  | 9  | 57 | 35 | +22  | Acceso a Promoción de Ascenso a Segunda Federación                                      |
| 4    | U. D. Torre del Mar                  | 61   | 34 | 18 | 7  | 9  | 48 | 30 | +18  | Acceso a Promoción de Ascenso a Segunda Federación                                      |
| 5    | C. D. Huétor Tájar                   | 57   | 34 | 17 | 6  | 11 | 35 | 28 | +7   | Acceso a Promoción de Ascenso a Segunda Federación                                      |
| 6    | C. D. Huétor Vega                    | 57   | 34 | 16 | 9  | 9  | 49 | 36 | +13  |                                                                                         |
| 7    | C. P. Mijas Las Lagunas              | 54   | 34 | 14 | 12 | 8  | 53 | 35 | +18  |                                                                                         |
| 8    | C. D. Torreperogil                   | 50   | 34 | 13 | 11 | 10 | 42 | 37 | +5   |                                                                                         |
| 9    | Atlético Mancha Real                 | 46   | 34 | 13 | 7  | 14 | 37 | 39 | −2   |                                                                                         |
| 10   | F. C. Marbellí                       | 42   | 34 | 11 | 9  | 14 | 32 | 42 | −10  |                                                                                         |
| 11   | El Palo F. C.                        | 41   | 34 | 10 | 11 | 13 | 36 | 49 | −13  |                                                                                         |
| 12   | C. D. U. D. Ciudad de Torredonjimeno | 40   | 34 | 10 | 10 | 14 | 43 | 44 | −1   |                                                                                         |
| 13   | Arenas de Armilla CyD                | 38   | 34 | 9  | 11 | 14 | 40 | 49 | −9   |                                                                                         |
| 14   | Martos C. D.                         | 38   | 34 | 11 | 5  | 18 | 28 | 41 | −13  |                                                                                         |
| 15   | Atlético Porcuna C. F.               | 36   | 34 | 9  | 9  | 16 | 45 | 55 | −10  |                                                                                         |
| 16   | C. P. El Ejido (D)                   | 27   | 34 | 7  | 6  | 21 | 36 | 68 | −32  | Descenso a División de Honor                                                            |
| 17   | C. P. Almería (D)                    | 23   | 34 | 7  | 2  | 25 | 35 | 75 | −40  | Descenso a División de Honor                                                            |
| 18   | F. C. Málaga City (D)                | 21   | 34 | 5  | 6  | 23 | 31 | 63 | −32  | Descenso a División de Honor                                                            |

Actualizado a los partidos jugados el 11 de mayo de 2025.
 Fuente: BeSoccer

## Resultados
| Local \ Visitante                    | ALM | ARE | AMG | AMR | APR | ELJ | ELP | HTA | HVE | JAE | MAL | MRB | MRT | MIJ | MOT | TDM | TDJ | TRP |
| ------------------------------------ | --- | --- | --- | --- | --- | --- | --- | --- | --- | --- | --- | --- | --- | --- | --- | --- | --- | --- |
| C. P. Almería                        | —   | 3–0 | 1–5 | 0–1 | 1–2 | 1–0 | 1–2 | 0–1 | 1–2 | 0–1 | 4–1 | 2–2 | 1–2 | 0–2 | 1–3 | 1–1 | 3–1 | 1–2 |
| Arenas de Armilla CyD                | 0–1 | —   | 3–2 | 2–1 | 1–2 | 2–2 | 1–1 | 2–0 | 1–1 | 1–3 | 3–2 | 1–0 | 1–1 | 1–1 | 0–1 | 1–2 | 1–1 | 1–3 |
| Atlético Malagueño                   | 3–0 | 3–2 | —   | 2–0 | 6–0 | 3–1 | 3–0 | 4–0 | 2–0 | 2–0 | 3–0 | 0–0 | 2–0 | 1–0 | 5–0 | 2–0 | 1–0 | 3–0 |
| Atlético Mancha Real                 | 1–0 | 1–2 | 1–1 | —   | 1–0 | 1–2 | 1–1 | 1–0 | 1–2 | 1–1 | 3–2 | 2–3 | 0–2 | 1–3 | 2–1 | 1–2 | 1–0 | 1–0 |
| Atlético Porcuna C. F.               | 5–1 | 1–1 | 2–2 | 1–1 | —   | 1–1 | 0–1 | 3–2 | 1–1 | 0–1 | 0–2 | 1–1 | 1–2 | 1–2 | 0–1 | 3–0 | 2–2 | 2–3 |
| C. P. El Ejido                       | 5–1 | 1–4 | 1–3 | 0–4 | 2–1 | —   | 1–3 | 1–0 | 1–3 | 1–2 | 2–0 | 0–1 | 2–3 | 1–1 | 0–3 | 3–3 | 1–2 | 1–4 |
| El Palo F. C.                        | 3–0 | 2–2 | 1–6 | 0–2 | 2–2 | 3–1 | —   | 2–0 | 2–3 | 0–0 | 2–1 | 1–0 | 2–2 | 1–3 | 0–0 | 0–1 | 3–2 | 1–1 |
| C. D. Huétor Tájar                   | 1–0 | 0–0 | 4–0 | 2–0 | 2–3 | 1–0 | 1–0 | —   | 3–1 | 0–0 | 1–0 | 1–0 | 2–0 | 0–2 | 1–0 | 3–1 | 0–1 | 1–0 |
| C. D. Huétor Vega                    | 3–1 | 2–1 | 0–1 | 1–0 | 2–0 | 1–1 | 0–0 | 0–0 | —   | 2–2 | 4–0 | 3–0 | 1–0 | 3–3 | 1–0 | 0–1 | 1–0 | 0–2 |
| Real Jaén C. F.                      | 6–1 | 2–1 | 1–3 | 2–1 | 2–1 | 5–1 | 3–0 | 3–2 | 3–1 | —   | 1–0 | 2–1 | 2–0 | 1–1 | 1–3 | 1–0 | 2–0 | 3–2 |
| F. C. Málaga City                    | 3–1 | 0–1 | 1–1 | 4–1 | 0–1 | 0–3 | 0–0 | 0–1 | 1–1 | 0–1 | —   | 1–2 | 1–0 | 2–3 | 1–2 | 1–3 | 1–1 | 3–1 |
| F. C. Marbellí                       | 0–3 | 1–1 | 1–2 | 0–1 | 2–0 | 1–0 | 2–0 | 1–2 | 1–0 | 1–1 | 2–2 | —   | 0–1 | 2–1 | 0–0 | 0–1 | 2–2 | 2–1 |
| Martos C. D.                         | 2–1 | 0–1 | 0–1 | 0–0 | 1–2 | 1–0 | 0–1 | 0–1 | 0–2 | 1–2 | 3–0 | 0–0 | —   | 2–1 | 0–0 | 0–1 | 0–2 | 0–1 |
| C. P. Mijas Las Lagunas              |     | 0–0 | 1–2 | 0–1 | 3–1 | 0–0 | 4–1 | 0–0 | 2–2 | 3–0 | 4–0 | 1–2 | 2–1 | —   | 4–3 | 0–1 | 2–2 | 0–0 |
| C. F. Motril                         | 4–0 | 2–0 | 0–1 | 2–2 | 1–4 | 0–1 | 3–0 | 1–1 | 3–1 | 3–1 | 3–0 | 2–0 | 1–2 | 1–0 | —   | 2–1 | 3–0 | 5–2 |
| U. D. Torre del Mar                  | 4–0 | 3–0 | 0–1 | 1–0 | 0–0 | 3–0 | 2–1 | 0–0 | 1–0 | 1–2 | 1–0 | 1–2 | 5–0 | 2–3 | 1–1 | —   | 1–1 | 2–0 |
| C. D. U. D. Ciudad de Torredonjimeno | 1–3 | 1–0 | 2–0 | 0–2 | 3–2 | 6–0 | 1–0 | 0–2 | 1–2 | 1–3 | 2–0 | 4–0 | 1–2 | 0–0 | 1–1 | 1–2 | —   | 0–0 |
| C. D. Torreperogil                   | 5–1 | 3–2 | 0–0 | 0–0 | 2–0 | 1–0 | 0–0 | 2–0 | 0–3 | 0–0 | 2–2 | 2–0 | 1–0 | 0–0 | 1–2 | 0–0 | 1–1 | —   |

## Play Off de Ascenso a Segunda Federación
|  | Semifinales                                          | Semifinales                                          | Semifinales                                          | Semifinales                                          | Semifinales                                          |   |     | Final                                                | Final                                                | Final                                                | Final                                                | Final                                                |  |
|  | 18 de mayo de 2025 (ida) 25 de mayo de 2025 (vuelta) | 18 de mayo de 2025 (ida) 25 de mayo de 2025 (vuelta) | 18 de mayo de 2025 (ida) 25 de mayo de 2025 (vuelta) | 18 de mayo de 2025 (ida) 25 de mayo de 2025 (vuelta) | 18 de mayo de 2025 (ida) 25 de mayo de 2025 (vuelta) |   |     | 1 de junio de 2025 (ida) 8 de junio de 2025 (vuelta) | 1 de junio de 2025 (ida) 8 de junio de 2025 (vuelta) | 1 de junio de 2025 (ida) 8 de junio de 2025 (vuelta) | 1 de junio de 2025 (ida) 8 de junio de 2025 (vuelta) | 1 de junio de 2025 (ida) 8 de junio de 2025 (vuelta) |  |
|  |                                                      |                                                      |                                                      |                                                      |                                                      |   |     |                                                      |                                                      |                                                      |                                                      |                                                      |  |
|  |                                                      |                                                      |                                                      |                                                      |                                                      |   |     |                                                      |                                                      |                                                      |                                                      |                                                      |  |
|  | 4.º                                                  | U. D. Torre del Mar                                  | 2                                                    | 0                                                    | 2                                                    |   |     |                                                      |                                                      |                                                      |                                                      |                                                      |  |
|  | 4.º                                                  | U. D. Torre del Mar                                  | 2                                                    | 0                                                    | 2                                                    |   |     |                                                      |                                                      |                                                      |                                                      |                                                      |  |
|  | 3.º                                                  | C. F. Motril                                         | 0                                                    | 0                                                    | 0                                                    |   |     |                                                      |                                                      |                                                      |                                                      |                                                      |  |
|  | 3.º                                                  | C. F. Motril                                         | 0                                                    | 0                                                    | 0                                                    |   | 4.º | U. D. Torre del Mar                                  | 1                                                    | 0                                                    | 1                                                    |                                                      |  |
|  |                                                      |                                                      |                                                      |                                                      |                                                      |   | 4.º | U. D. Torre del Mar                                  | 1                                                    | 0                                                    | 1                                                    |                                                      |  |
|  |                                                      |                                                      | 2.º                                                  | Real Jaén C. F.                                      | 0                                                    | 3 | 3   |                                                      |                                                      |                                                      |                                                      |                                                      |  |
|  | 5.º                                                  | C. D. Huétor Tájar                                   | 2.º                                                  | Real Jaén C. F.                                      | 0                                                    | 3 | 3   | 0                                                    | 1                                                    | 1                                                    |                                                      |                                                      |  |
|  | 5.º                                                  | C. D. Huétor Tájar                                   |                                                      |                                                      |                                                      |   |     | 0                                                    | 1                                                    | 1                                                    |                                                      |                                                      |  |
|  | 2.º                                                  | Real Jaén C. F.                                      | 0                                                    | 1                                                    | 1                                                    |   |     |                                                      |                                                      |                                                      |                                                      |                                                      |  |
|  | 2.º                                                  | Real Jaén C. F.                                      | 0                                                    | 1                                                    | 1                                                    |   |     |                                                      |                                                      |                                                      |                                                      |                                                      |  |
|  |                                                      |                                                      |                                                      |                                                      |                                                      |   |     |                                                      |                                                      |                                                      |                                                      |                                                      |  |

1. ↑  En caso de empate pasa el equipo clasificado en mejor posición en la fase regular.